# Hurley (Missisipi)
Hurley – jednostka osadnicza w Stanach Zjednoczonych, w stanie Missisipi, w hrabstwie Jackson.